# Ligne de Saint-Germain-du-Puy à Cosne-Cours-sur-Loire
La ligne de Saint-Germain-du-Puy à Cosne-Cours-sur-Loire est une ligne de chemin de fer française qui reliait la gare de Saint-Germain-du-Puy dans le département du Cher à celle de Cosne-sur-Loire dans le département de la  Nièvre.
Elle constitue la ligne 689 000 du réseau ferré national.
Depuis 2004, le tronçon de Saint-Satur à Port-Aubry, qui utilise le viaduc de Port-Aubry, est utilisé par le « Cyclorail du Sancerrois ». Une courte section reste en service pour le fret au départ de Saint-Germain-du-Puy, le reste de la ligne est déclassé, sauf le tronçon de Saint-Satur à Cosne qui a le statut de ligne non exploitée.

## Historique
Cette ligne a été déclarée une première fois d'utilité publique à titre d'intérêt général par une loi du 20 avril 1882 (section de Bourges à Laroche-Sancerre d'une ligne de Bourges à Avallon). Cette loi a été rapportée par celle du 31 juillet 1888 qui a de nouveau déclaré d'intérêt public une ligne de Bourges à Cosne et concédée celle-ci à titre définitif à la Compagnie du chemin de fer de Paris à Orléans (PO).
À la suite des faiblesses constatées lors de la guerre franco-prussienne de 1870, une diagonale ferroviaire stratégique du sud-ouest au nord-est, qui montrera toute son utilité pendant la Première Guerre mondiale, est mise en place à la fin du XIXe siècle en prévision de nouveaux conflits dans l'est de la France. La ligne en constitue un segment.
Elle fut ouverte à l'exploitation le 18 décembre 1893. À double voie dès l'origine, elle a été mise à voie unique en 1950.
Le service voyageurs cessa en juin 1966.
Le déclassement est intervenu en plusieurs étapes :
- de Veaugues à Sancerre (PK 272,200 à 286,150), le 26 juillet 1969[5] ;
- de Sancerre à Saint-Satur (PK 286,150 à 289,600), le 26 juillet 1973[6] ;
- des Aix-d'Angillon à Veaugues (PK 254,812 à 272,200), le 16 décembre 1991[1] ;
- de Saint-Germain-du-Puy aux Aix-d'Angillon (PK 241,850 à 254,812), le 18 juillet 2000[7].

## État et projets
La voie est déposée de Sancerre aux Aix-d'Angillon : chemins accessibles à pied ou VTT sur la plus grande partie de l'ancienne plateforme.
Un vélorail exploite 6,5 km de Cosne-sur-Loire à Bannay. Le tronçon de Cosne-sur-Loire à Bannay fait l'objet d'un projet de voie verte.
Le tronçon d'un kilomètre de Saint-Satur à Sancerre est une route qui passe sur le viaduc long de 428,65 m avec un beau panorama sur le Sancerrois.